# Kaitumjaure

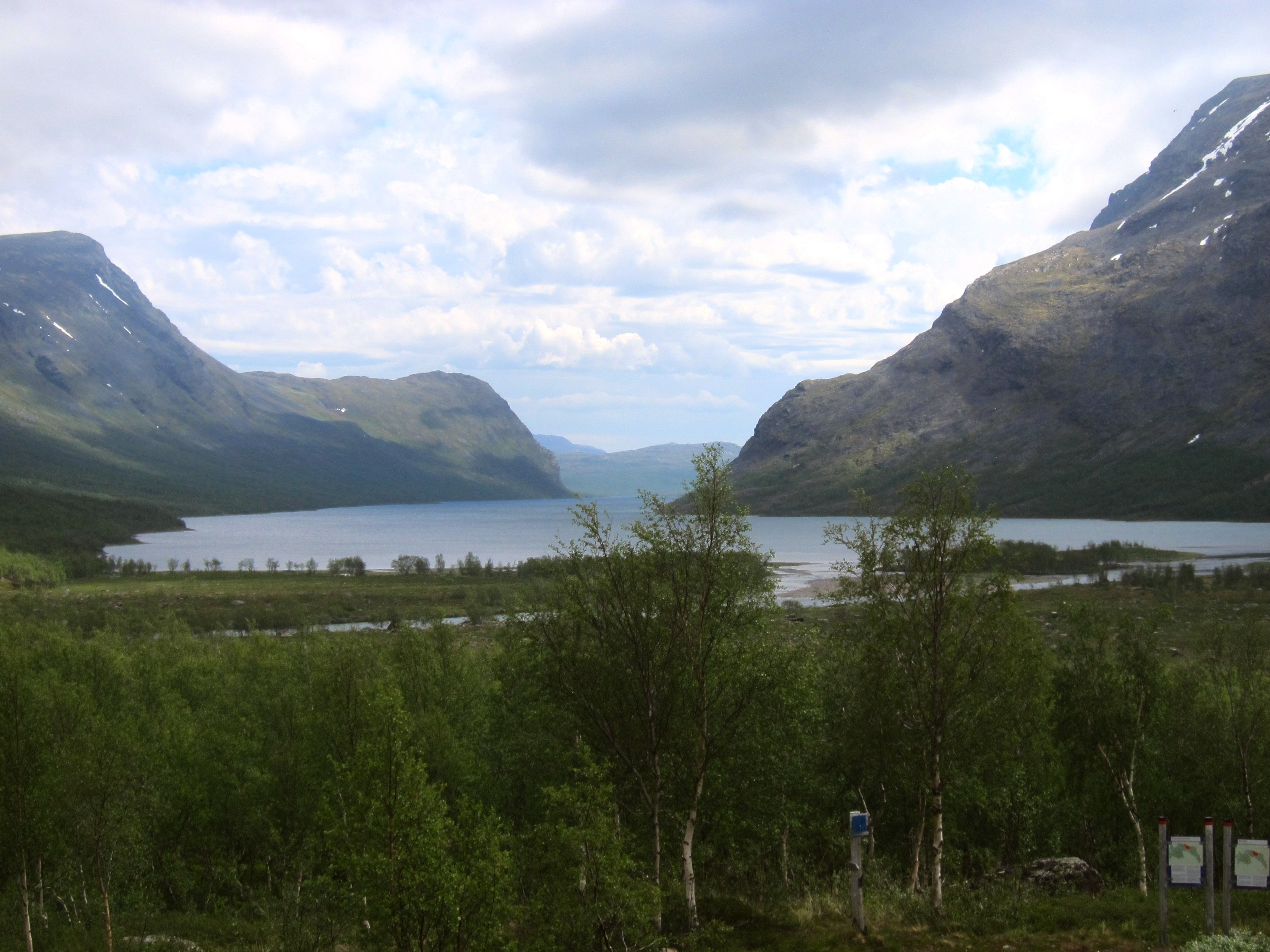
Padje-Kaitumjaure från Kaitumjaurestugan

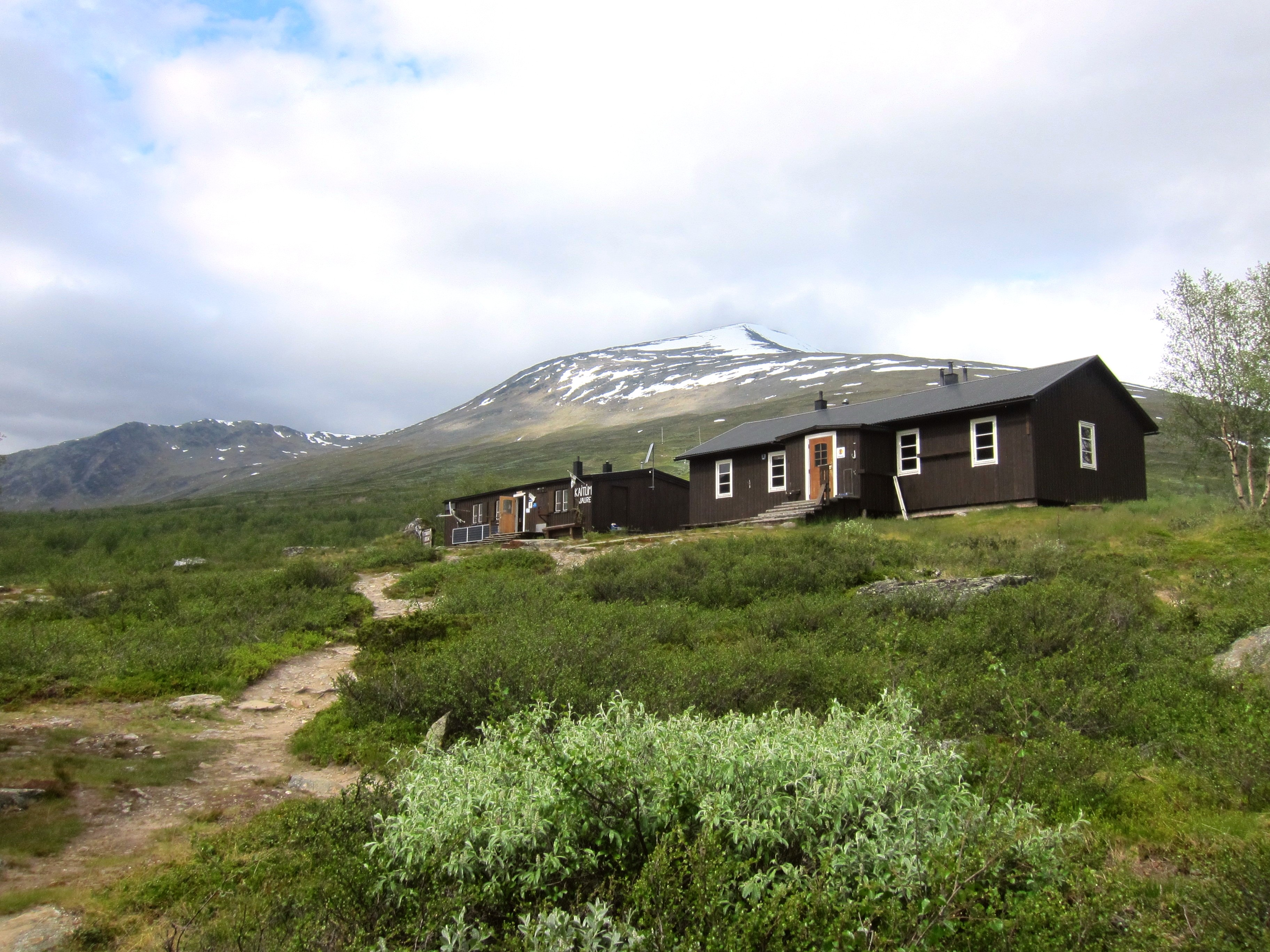
Kaitumjaurestugorna utmed Kungsleden.

Kaitumjaure (nordsamiska: Gáidumjávri) är en fjällsjö belägen i Gällivare kommun, sydväst om Kiruna i norra Lappland.
Sjön är belägen i Kaitumälvens övre lopp och består av tre åtskilda delar: Vuolep Kaitumjaure (Nedre) (15,1 km²), Kaska Kaitumjaure (Mellersta) (14,3 km²) och Bajip Kaitumjaure (Övre) (5,43 km²). Vid den senares västra ände ligger Kaitumjaurestugorna vid Kungsleden.